# Marcelo Caldi
Marcelo Caldi Magalhães Rio de Janeiro, 3 de julho de 1980) é um compositor, sanfoneiro, pianista, arranjador, orquestrador e cantor brasileiro.
Lançou os discos Cantado (2009, MP,B), Forró e Choro Vol. 1 (2009, Delira, parceria com Fábio Luna), indicado ao Prêmio de Música Brasileira 2009 na categoria instrumental), Nesse Tempo (2006, Delira), e Intrometidos (2003, parceria com o irmão, instrumentista e compositor Alexandre Caldi).

## Vida
É filho do pianista brasileiro Homero de Magalhães, e, pelo lado paterno, irmão dos músicos Homero de Magalhães Filho e Alain Pierre, além de primo de Dadi e Mú Carvalho. Fez aulas de piano com a mãe argentina Estela Caldi, além de Monique Aragão e Rafael Vernet. Estudou teoria, percepção e harmonia com Bia Paes Leme e canto com Felipe Abreu e Marcelo Rodolfo. Iniciou o bacharelado em composição na UniRio tendo como professores Antônio Guerreiro e Dawid Korenchendler. Realizou oficinas de arranjo, harmonia funcional e composição com Ian Guest e Luiz Otávio Braga e cursos de análise musical e regência coral com Carlos Alberto Figueiredo.
Integra o grupo LiberTango, dedicado a Astor Piazzolla e à música portenha, juntamente com a mãe, o irmão Alexandre e o cantor Marcelo Rodolfo. Juntos, lançaram "Porteño" (2010, Delira), "Cierra tus ojos y Escucha" (2008, Delira) e "A Música de Artor Piazzolla" (2005, Delira). Marcelo Caldi também faz parte do Grupo Vocal BR6, considerado uma das melhores formações à capela do mundo, segundo o Contemporary A Cappella Recording Award, através do qual lançou "Here to Stay" (2008, Biscoito Fino) e "BR6" (2004, Biscoito Fino).
Em doze anos de carreira, participou de shows e gravações ao lado dos maiores nomes da música como Chico Buarque, Elza Soares, Simone, Zeca Pagodinho, Geraldo Azevedo, Mart'nália, Zélia Duncan, Wando, Yamandú Costa, Hamilton de Holanda, Léo Gandelman, entre muitos outros.

## Discografia[6]
- 2014: Maré cheia, maré baixa (Marcelo Caldi), Independent
- 2013: Tangos Hermanos (LiberTango), Mills Record
- 2012: Tem Sanfona no Choro (Marcelo Caldi), Mills Records
- 2010: Porteño (LiberTango), Delira
- 2009: Cantado (Marcelo Caldi), MP,B
- 2009: Forró e Choro (Marcelo Caldi e Fábio Luna), Delira
- 2008: Cierra tus ojos y escucha (LiberTango), Delira
- 2008: Here to Stay (BR6), Biscoito Fino
- 2006: Nesse Tempo (Marcelo Caldi), Delira
- 2005: A Música de Astor Piazzolla (LiberTango), Delira
- 2004: BR6 (BR6), Biscoito Fino
- 2003: Intrometidos (Marcelo Caldi e Alexandre Caldi), Independente
- 2003: Cantando a História (Garganta Profunda), distribuidora Positivo

## Obra[7]
- Abertura
- Aprendiz (com Tatiana Muniz)
- Atravessado
- Ayurveda
- Choro secco
- Console (com Vinicius Castro)
- Drama´n bass
- Espinheiras (com Hermínio Bello de Carvalho)
- Espirro
- Film-Noir
- Fuga de Buenos Aires
- Guerra é guerra (com Sérgio Ricardo)
- Intrometido
- Lembrei do Ceará
- Nem parecia (com Edu Krieger)
- Nesse tempo
- O sanfoneiro (com Sérgio Ricardo)
- Paradiso
- Por trás do umbigo (com Edu Krieger)
- Seis por meia dúzia
- Ser cidade (com João Cavalcanti)
- Sonata
- Sua ceia, sua teia (com Mauro Aguiar)
- Tango
- Tardiamente (com Alexandre Caldi)
- Turbulências no chão (com Júlio Dain)
- Valsa
- Viagem insólita
- Xote